# Tahdhib al-Ahkam

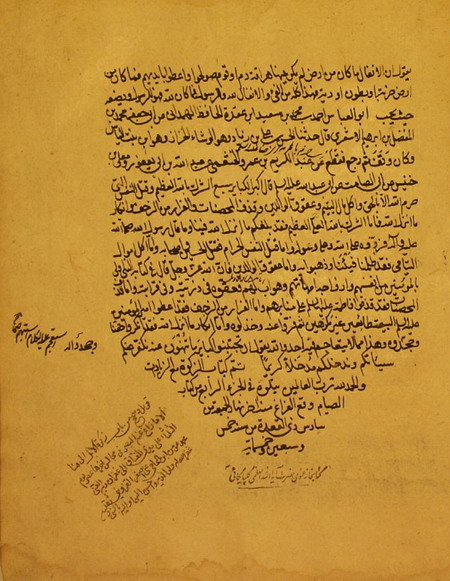
Manuskript des Tahdhib al-Ahkam

Tahdhīb al-ahkām (arabisch تهذيب الأحكام, DMG Tahḏīb al-aḥkām ‚Zusammenfassung der Rechtsvorschriften‘) ist ein schiitisches Hadithwerk, das zu den Vier Büchern (al-kutub al-arbaʿa) und damit zu den bekanntesten Sammlungen von Überlieferungen der Schiiten zählt. Das 13590 Überlieferungen enthaltende Werk stammt von Mohammad Ibn Hassan Tusi (995 – ca. 1068), der als Scheich Tusi bekannt ist. Mit der Zusammenstellung dieses Buch begann er als Fünfundzwanzigjähriger noch zu Lebzeiten seines Lehrers Scheich Mufid; eine seiner Hauptquellen war dabei dessen "al-Muqni'a". Scheich Tusi beherrschte die meisten islamischen Wissenschaften wie Scholastik, Hadithkunde, Rechtslehre und Koranexegese. Mit seinen Werken eröffnete er ein neues Kapitel in der Rechtslehre.